# Zespół Löfflera
Zespół Löfflera (Loefflera) – eozynofilowe zapalenie płuc. Występuje w przebiegu glistnicy, węgorczycy, ankylostomozy, wyjątkowo w zespole larwy skórnej wędrującej.
W różnicowaniu należy brać pod uwagę zapalenie płuc, gruźlicę, grzybicę. Nie ma leczenia swoistego, przy nasileniu objawów pewne znaczenie ma leczenie kortykosteroidami. Wykrycie pasożytów wymaga odpowiedniego leczenia.